# Sialeʻataongo Tuʻivakanō
Siale ʻAtaongo Kaho, Lord Tuʻivakanō (Niutoua, distrito de Lapaha, 15 de janeiro de 1952) é um político tonganês que serviu como primeiro-ministro de Tonga de 2010 a 2014.

## Primeiro-ministro
Em 21 de dezembro de 2010, Tuʻivakanō foi eleito Primeiro Ministro em uma votação secreta. Após reformas constitucionais, foi a primeira vez que o primeiro-ministro foi eleito pelo Parlamento, em vez de nomeado pelo monarca. O único outro candidato foi o representante do povo, ʻAkilisi Pōhiva, líder do Partido Democrático das Ilhas Amigas, que tinha doze assentos no Parlamento (nove outros ocupados por representantes da nobreza e cinco por representantes do povo sem afiliação partidária). Pōhiva recebeu doze votos para a Primeiro-ministro, enquanto Tuʻivakanō foi devidamente eleito com quatorze. Ele jurou em 22 de dezembro.
Foi sob a liderança de Tuʻivakanō que Tonga se tornou, em novembro de 2011, um membro fundador do Polynesian Leaders Group, um agrupamento regional destinado a cooperar em uma variedade de questões, incluindo cultura e idioma, educação, respostas às mudanças climáticas, comércio e investimento.
 Em 17 de novembro de 2011, Tuʻivakanō representou Tonga na primeira reunião do PLG, como primeiro-ministro em Apia, Samoa.
 Desde sua eleição, Tuʻivakanō continuou a cooperação de Tonga com o poder regional da Austrália, que abriga cerca de 18.000 tonganeses. No início de 2011, o secretário parlamentar australiano para assuntos das ilhas do Pacífico, Richard Marles, visitou Tonga em duas ocasiões e foi o primeiro político estrangeiro a visitar Tuʻivakanō desde sua eleição. Em junho de 2011, o senador australiano John Hogg participou da abertura da Assembléia Legislativa de Tonga. No período 2011-12, a Austrália forneceu ao governo tonganês US$ 32,1 milhões em assistência externa australiana ao desenvolvimento.
Em setembro de 2013, Tuʻivakanō sofreu um derrame enquanto participava da assembléia geral da ONU em Nova York.
Após sua derrota para ʻAkilisi Pōhiva nas eleições de 2014, Tuʻivakanō foi nomeado Presidente do Parlamento de Tongan.
Em março de 2018, Tuʻivakanō foi preso e acusado de suborno, perjúrio e lavagem de dinheiro. Em 25 de abril de 2020, Tuʻivakanō recebeu uma sentença suspensa de dois anos e uma multa de US$ 1.700 pelos delitos. Tu'ivakano manterá seu título nobre hereditário, propriedades e assento no parlamento. A acusação de declaração falsa estava relacionada a um incidente em julho de 2015, quando, com o objetivo de obter um passaporte para Hua Guo e Xing Liu e com a intenção de enganar a imigração, Tu'ivakano escreveu uma carta afirmando que Hua Guo e Xing Liu foram naturalizados como tonganeses em outubro de 2014. As acusações de armas e munições relacionadas a itens encontrados durante uma busca policial na propriedade de Tu'ivakano em março de 2018.